# Bulcsú
Bulcsú († 955) fou un cap tribal hongarès del segle x que tenia el títol de harka, és a dir, era un dels comandants de més alt rang en l'exèrcit del Principat d'Hongria.

## Biografia
Bulcsú fou el comandant de tercer rang més alt en l'exèrcit hongarès de mitjans del segle x. Fill del cap hongarès Kál Bogát, la seva tribu es trobava assentada al nord del llac Balaton. Fou conegut per conduir moltes campanyes per Europa després de l'arribada dels hongaresos el 895 a la conca dels Carpats.
L'historiador àrab Ibn Hayyan nomena Bulcudi entre els caps magiars que comandaren un atac contra els comtats catalans i la Marca Superior del Califat de Còrdova el 942. També se sap de l'existència de Bulcsú per la seva estreta relació amb l'Imperi Romà d'Orient, regions que varen visitar en moltes ocasions en representació dels hongaresos. El 948, una ambaixada hongaresa conduïda per Bulcsú i pel príncep Tomàs (besnet d'Árpád) viatjà a Constantinoble i s'entrevistà amb l'emperador Constantí VII. Durant aquest esdeveniment, es deixaren registrats els orígens, distribucions militars i tribals dels hongaresos en l'obra Sobre l'administració de l'imperi, elaborada amb assistència del mateix Bulcsú. Igualment, durant aquestes visites, Bulcsú fou batejat en la religió cristiana ortodoxa i posteriorment obtingué el títol d'Amic de l'Emperador, la qual cosa el va fer situar en un lloc de gran prestigi entre els romans d'Orient.
L'any 955 tingué lloc la batalla de Lechfeld, on les forces hongareses toparen contra les germàniques. Els caps Bulcsú, Lél i Súr foren els comandants d'aquesta batalla i varen lluitar-hi intensament, fins que eventualment foren derrotats i executats.